# Statue der Nofrusobek

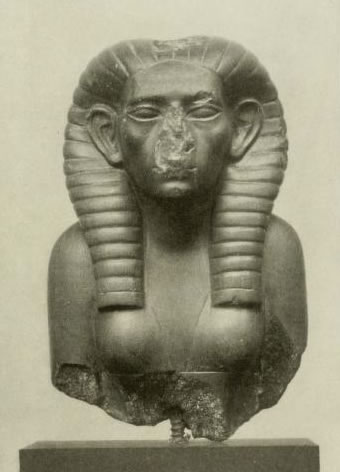
Oberteil der Statue der Nofrusobek

Eine Statue der Nofrusobek stand einst im Tempel des Taharqa in Semna, wo sie bei Ausgrabungen gefunden wurde. Es handelt sich um die einzige Statue dieser Herrscherin, deren Kopf erhalten ist. Nofrusobek (etwa um 1810/1793 bis 1806/1789 v. Chr.) war die erste selbstständig regierende Königin Ägyptens. Von ihr sind verschiedene Statuen erhalten, doch fehlt ihnen allen der Kopf. Die Statue aus Semna zerbrach im Laufe der Zeit. Das Oberteil der Statue gelangte 1899 in das Ägyptische Museum in Berlin (Inventar-Nr. 14475). Diese Büste ging im Zweiten Weltkrieg verloren, jedoch sind Fotos und Gipsabgüsse erhalten.
Der Kopf zeigt eine Frau mit einer langen Perücke. Die Nase ist abgebrochen. Das Gesicht zeigt typische Stilmerkmale des späten Mittleren Reiches. Typisch für die Porträts dieser Zeit ist vor allem die Darstellung des Alters, was im Gegensatz zu den alterslosen Idealporträts anderer Epochen ägyptischer Geschichte steht. Das Unterteil der Statue wurde während der Ausgrabungen von George Andrew Reisner in Semna ausgegraben und gelangte in das Museum of Fine Arts in Boston (Inventar-Nr. 24.742). Es zeigt eine Frau in einem langen Gewand, die auf einem kubischen Thron sitzt. Die Zusammengehörigkeit beider Statuenteile war lange Zeit nicht bekannt, konnte jedoch von der Ägyptologin Biri Fay belegt werden.
Beide Statuenteile sind unbeschriftet, allerdings befindet sich auf den Seiten des Thrones das hieroglyphische Zeichen Vereinigung der Beiden Länder, womit die Statue eindeutig königlich ist und der Nofrusobek zugeordnet werden kann, da sie die einzige Frau des Mittleren Reiches ist, die als Königin regierte.